# Dracaena le-testui
Dracaena le-testui är en sparrisväxtart som beskrevs av François Pellegrin. Dracaena le-testui ingår i släktet dracenor, och familjen sparrisväxter. Inga underarter finns listade i Catalogue of Life.